# Yammer
Yammer [ˈjæm.ɚ]  est un outil de microblogage proposant la mise en place gratuite (en version de base) d'un réseau social interne pour une entreprise ou une communauté spécifique.
L'accès au réseau Yammer est déterminé par le nom de domaine de l'utilisateur. Il convient donc de disposer d'un accès mail au réseau concerné pour disposer d'un accès Yammer à ce réseau.

## Histoire
David O. Sacks, le fondateur du site de généalogie Geni, a créé un logiciel interne pour favoriser la collaboration de ses collaborateurs et l'idée lui vint de le proposer aux entreprises. Le 8 septembre 2008, Yammer est lancé lors de la conférence TechCrunch. Yammer est alors présenté par la presse comme « une version entreprise » de Twitter.
En février 2010, Yammer lance des « communautés », qui permettent aux entreprises de communiquer à des groupes tels que les clients, partenaires et fournisseurs en s'affranchissant de la barrière du nom de domaine.
Dans une interview fin avril 2010, le CEO de Yammer, David O. Sacks a déclaré que le chiffre d'affaires de Yammer doublait chaque trimestre, mais n'a pas voulu révéler ses chiffres précisément. Sacks a également déclaré que 70 % des sociétés dites « Fortune 500 » utiliseraient Yammer.
En septembre 2010, Yammer 2.0 est lancé, il est conçu pour être plus qu'une plate-forme de communications et se décrit comme un Facebook pour les entreprises. Yammer a reçu 14,95 millions de dollars en financement de sociétés de capital-risque (Charles River Ventures, The Founders Fund, Emergence Capital Partners, Goldcrest Investments et un business angel Ron Conway). Le 25 juin 2012, Yammer annonce un accord de rachat par Microsoft, pour un montant de 1,2 milliard de dollars. À partir de début 2017, Microsoft intègre Yammer à la suite office 365, la version entreprise du logiciel ne peut plus être acheté indépendamment.
Selon TechCrunch en septembre 2010, le service est utilisé par un million d'utilisateurs au sein de 80 000 entreprises dans le monde.
Yammer est racheté par Microsoft le 25 juin 2012. Ce dernier inclut Yammer dans certains forfaits de Microsoft Office 365.